# Artms
Artms (/ˈɑːrtəmɪs/; tiếng Hàn: 아르테미스; thường viết cách điệu là ARTMS) là một nhóm nhạc nữ Hàn Quốc được Modhaus thành lập vào năm 2023, bao gồm năm thành viên từ nhóm nhạc cũ Loona: HeeJin, HaSeul, Kim Lip, JinSoul và Choerry. Nhóm chính thức ra mắt vào ngày 31 tháng 5 năm 2024 với album DALL với bài hát chủ đề Vitural Angel.

## Tên gọi
Artms được lấy cảm hứng từ chương trình Artemis của NASA, với mục tiêu đưa con người quay trở lại Mặt trăng cũng như Nữ thần Hy Lạp cổ đại, Artemis.

## Thành viên
| Nghệ danh | Nghệ danh | Nghệ danh | Tên khai sinh | Tên khai sinh | Tên khai sinh    | Tên khai sinh | Tên khai sinh   | Ngày sinh         | Nơi sinh           | Quốc tịch |
| Latinh    | Hangul    | Kana      | Latinh        | Hangul        | Kana             | Hanja         | Hán-Việt        | Ngày sinh         | Nơi sinh           | Quốc tịch |
| --------- | --------- | --------- | ------------- | ------------- | ---------------- | ------------- | --------------- | ----------------- | ------------------ | --------- |
| HeeJin    | 희진      | ヒジン    | Jeon Hee-jin  | 전희진        | チョン・ヒジン   | 田姬振        | Điền Cơ Chẩn    | 19 tháng 10, 2000 | Daejeon, Hàn Quốc  | Hàn Quốc  |
| HaSeul    | 하슬      | ハスル    | Jo Ha-seul    | 조하슬        | チョ・ハスル     | 赵夏瑟        | Triệu Hạ Sắt    | 18 tháng 8, 1997  | Suncheon, Hàn Quốc | Hàn Quốc  |
| Kim Lip   | 김립      | キムリプ  | Kim Jeong-eun | 김정은        | キム・ジョンウン | 金定恩        | Kim Định Ân     | 10 tháng 2, 1999  | Cheongju, Hàn Quốc | Hàn Quốc  |
| JinSoul   | 진솔      | ジンソル  | Jeong Jin-sol | 정진솔        | チョン・ジンソル | 鄭眞率        | Trịnh Trân Suất | 10 tháng 2, 1999  | Cheongju, Hàn Quốc | Hàn Quốc  |
| Choerry   | 최리      | チェリ    | Choi Ye-rim   | 최예림        | チェ・イェリム   | 崔𣫙冧        | Thôi Duệ Lâm    | 4 tháng 6, 2001   | Bucheon, Hàn Quốc  | Hàn Quốc  |